# Yacimientos arqueológicos de Alcolea de Tajo
Los yacimientos de Alcolea de Tajo, son dos yacimientos arqueológicos situados al oeste de la provincia de Toledo (España), en la localidad de Alcolea de Tajo, descubiertos a principios del siglo XXI.
El yacimiento Puente Pino data del Paleolítico inferior y tiene, al menos, una antigüedad de 350 000 años, ya que los sedimentos de río en los que se han encontrado los restos se formaron en esa época. Se han encontrado tallas achelenses, que se podrían asociar con el Pleistoceno medio.
El yacimiento Cerro de la Mesa tuvo un período de ocupación entre los siglos VII y I a. C., y fue habitado por vettones, pueblo prerromano de la península ibérica. La meseta sobre la que se han encontrado restos de un asentamiento fortificado se han asignado a la segunda Edad del Hierro.
La Junta de Comunidades de Castilla-La Mancha estudió incluirlos a la red de Parques Arqueológicos de la Comunidad al poco de su descubrimiento.